# Kino Čas (Pardubice)
Kino Čas, později Kino Sirius, byl kinosál na hlavním nádraží Pardubice otevřený pod názvem Kino Čásek 15. května 1959. Promítalo se po celý den vždy od 10 hodin. Kino bylo zavřeno v roce 1990 a znovuotevřeno pak 21. 2. 1992 pod jménem Sirius. Provoz byl opět ukončen v roce 2006.